# (74175) 1998 RX13
(74175) 1998 RX13 – planetoida z pasa głównego asteroid okrążająca Słońce w ciągu 4,09 lat w średniej odległości 2,55 j.a. Odkryta 13 września 1998 roku.